# Hope (Lindwedel)
Hope è una frazione (Ortschaft) del comune di Lindwedel, nel land della Bassa Sassonia, in Germania.

## Storia
Già comune autonomo nel circondario di Fallingbostel, fu soppresso e incorporato a Lindwedel il 1º marzo 1974.